# Capitophorus archangelskii
Capitophorus archangelskii är en insektsart. Capitophorus archangelskii ingår i släktet Capitophorus och familjen långrörsbladlöss.

## Underarter
Arten delas in i följande underarter:
- C. a. archangelskii
- C. a. afghani